# Kantakaupunki
Kantakaupunki est le premier  district de Jyväskylä en Finlande.

## Description
Kantakaupunki comprend les quartiers suivants: Keskusta, Harju, Puistola, Lutakko, Mattilanpelto, Mäki-Matti, Kukkumäki, Nisula, Taulumäki, Tourula et Mannila.
En plus du centre-ville, Kantakaupunki comprend des quartiers tels que Puistola, clairement construit comme une extension du centre-ville, mais aussi, comme Mattilanpelto et Viitaniemi, qui sont une zone résidentielle et une banlieue nettement distincts du centre-ville, ou certaines zones intermédiaires, telles que Tourula.
Cependant, avec l'extension des constructions du XXIe siècle, la distance entre le centre et la banlieue s'est réduite et la frontière est devenue moins nette. 
Le quartier le plus éloigné du centre-ville est Mannila, qui est situé sur le bord nord de Kantakaupunki, à côté de Palokka-Puuppola.
Kantakaupunki compte de nombreux sites culturels construits d'intérêt national, comme les zones résidentielles d'Älylä, de Seminaarinmäki et de Viitaniemi, la section fonctionnaliste de Rautpohja, les zones universitaires, Harju et Vesilinna,.
La plupart des centres commerciaux de Jyväskylä, tels que Forum et Sokkari, sont situés au centre-ville. 
Kantakaupunki abrite aussi des musées et des services culturels, tels que le théâtre municipal ou la Bibliothèque principale.
L'hôpital central de Finlande centrale Nova est situé à Kukkumäki dans la partie sud-ouest de Kantakaupunki.
Tous les bâtiments universitaires de Jyväskylä sont situés dans Kantakaupunki, à l'exception du campus d'Ylistönrinne.
En outre, presque tous les lycées et instituts professionnels de la ville sont situés dans Kantakaupunki.

## Galerie

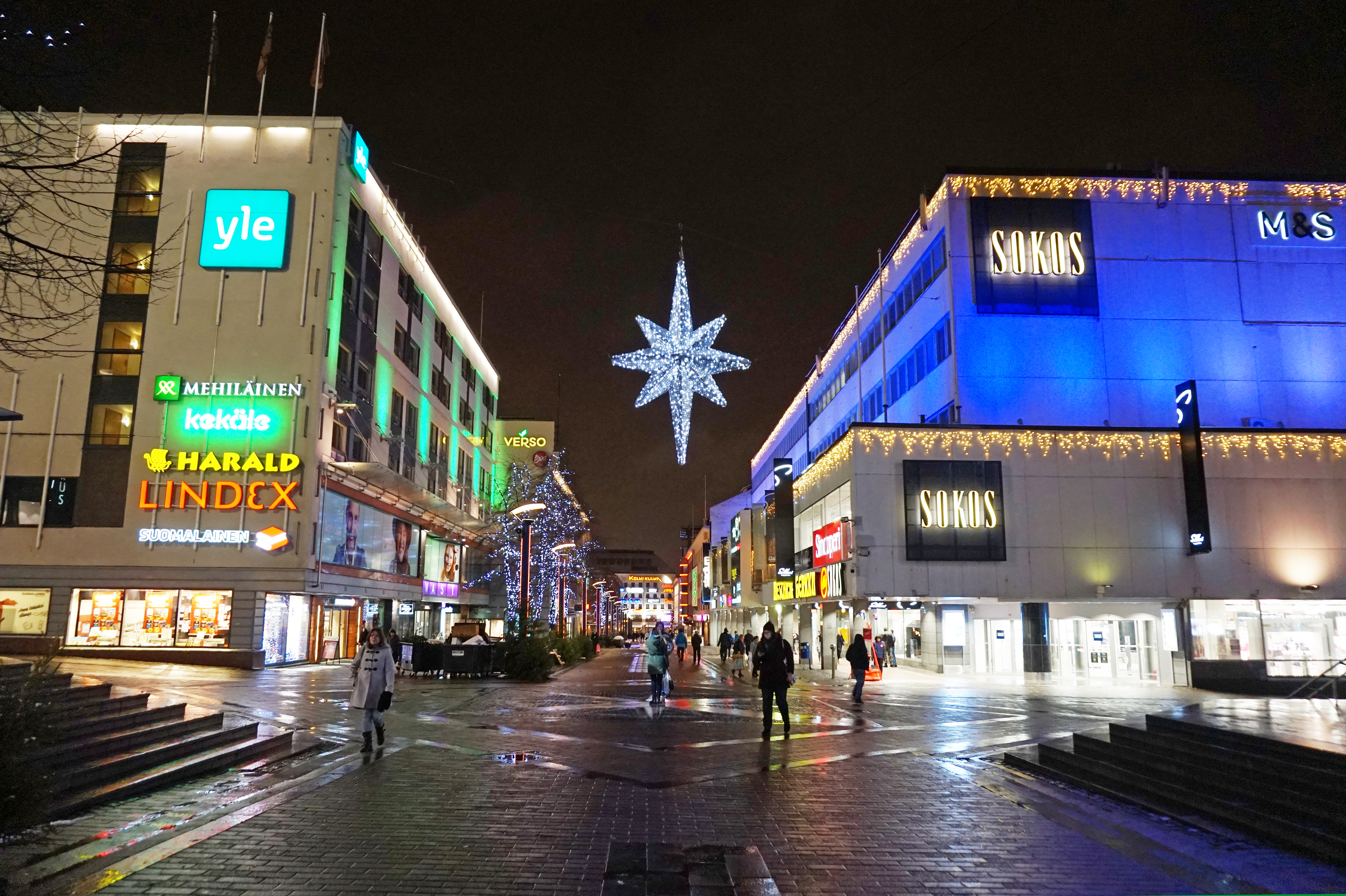
Le centre-ville de Jyväskylä.
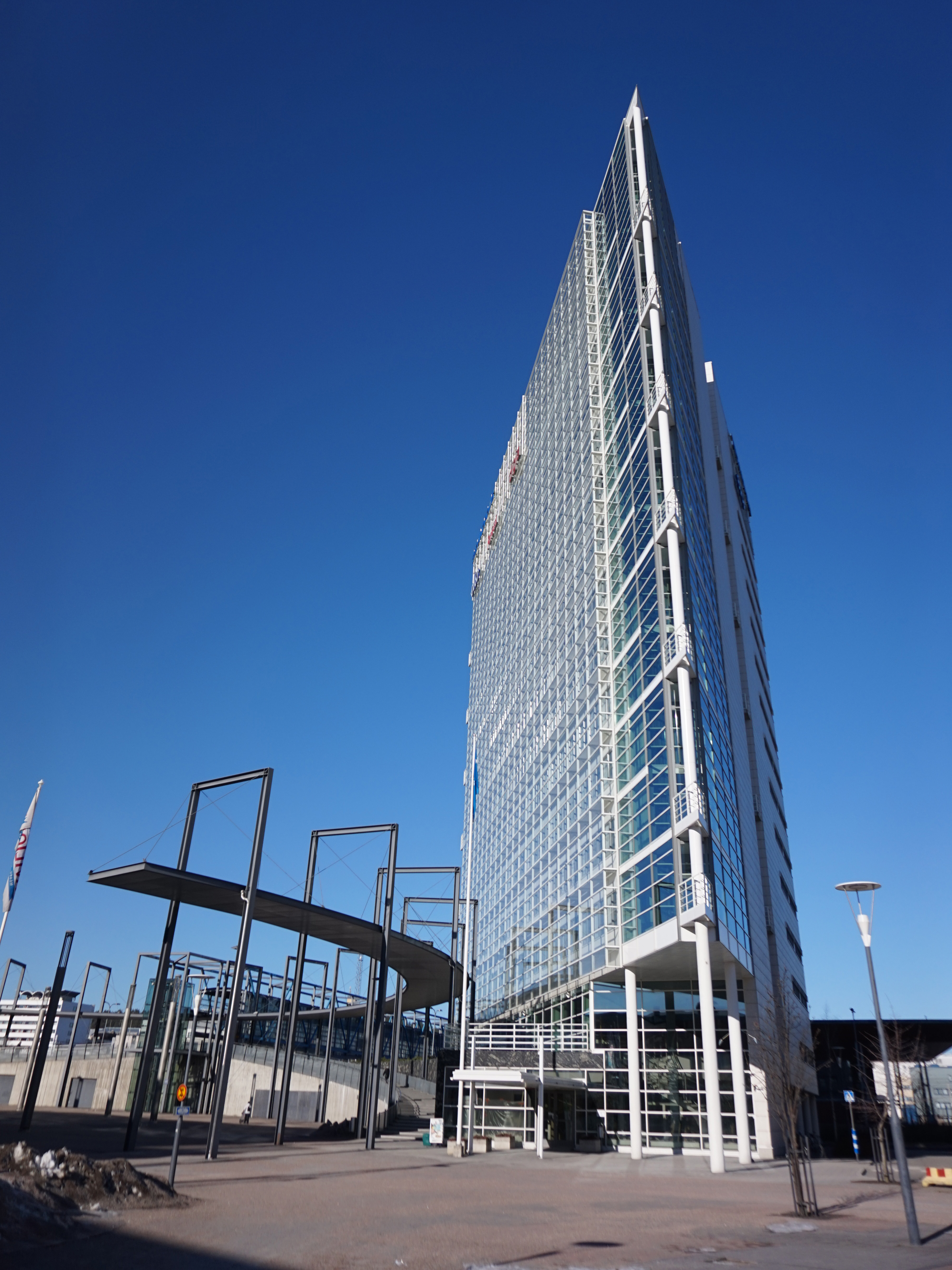
Immeuble Innova à Lutakko.
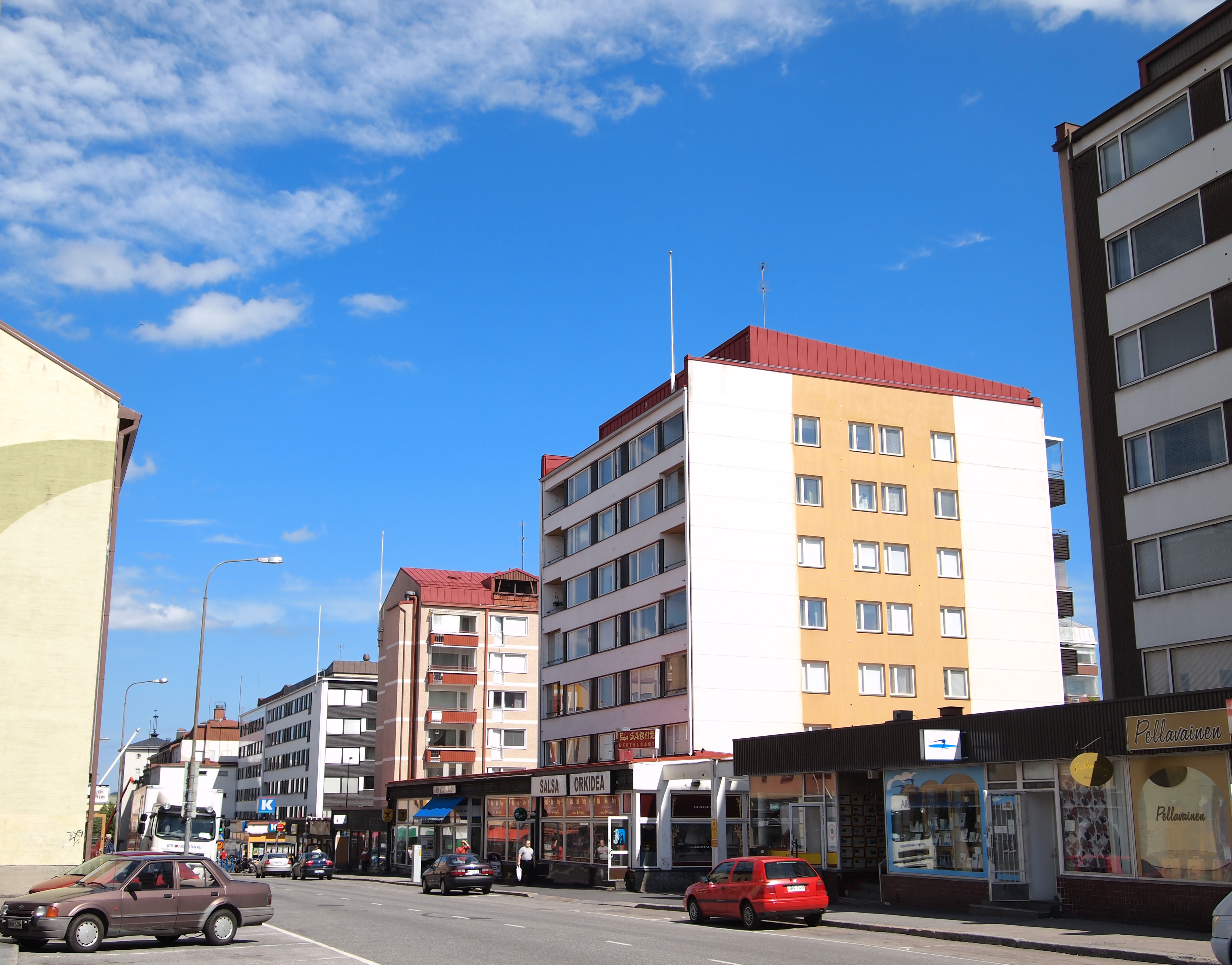
Yläkaupunki.
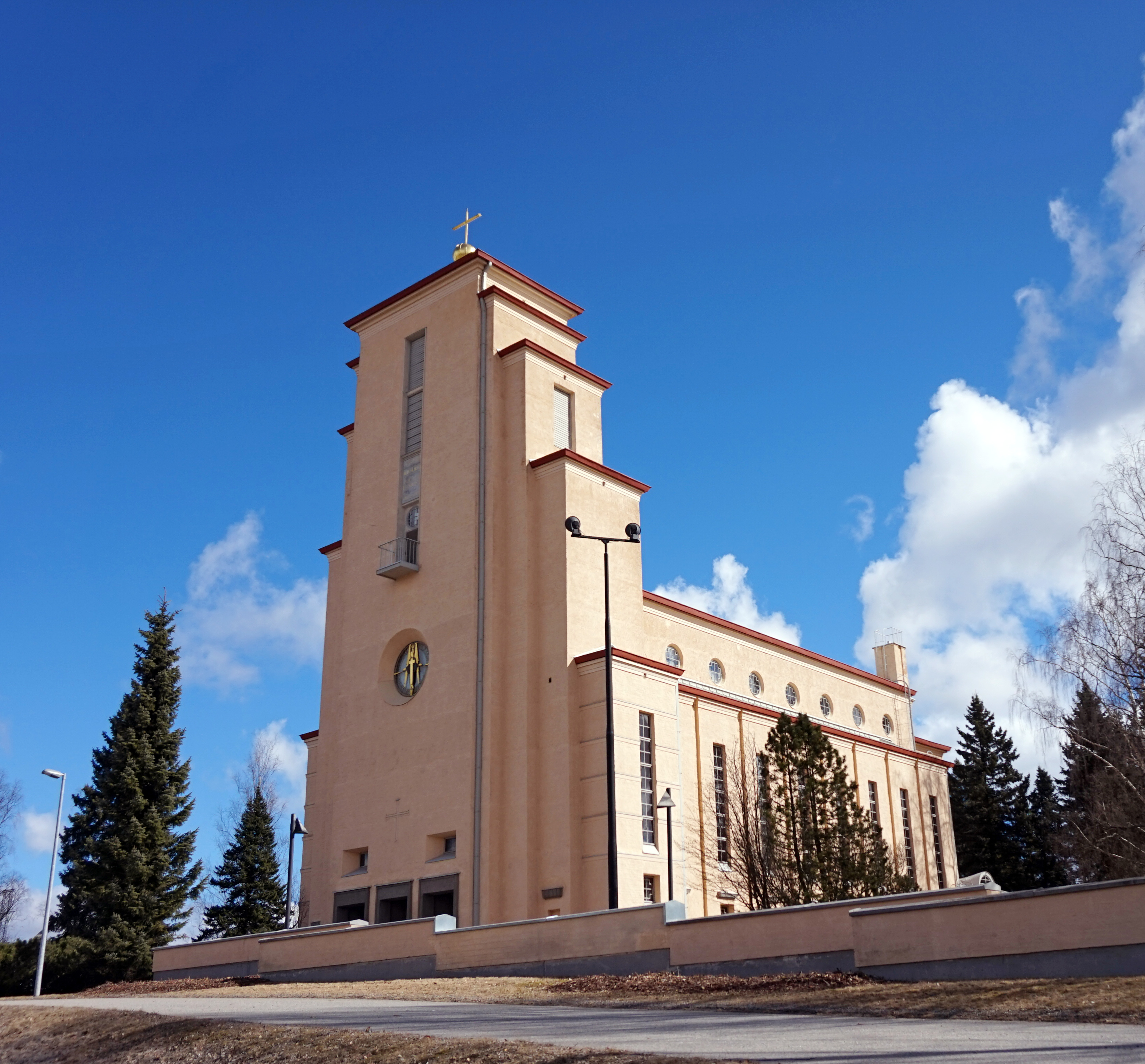
Église de Taulumäki
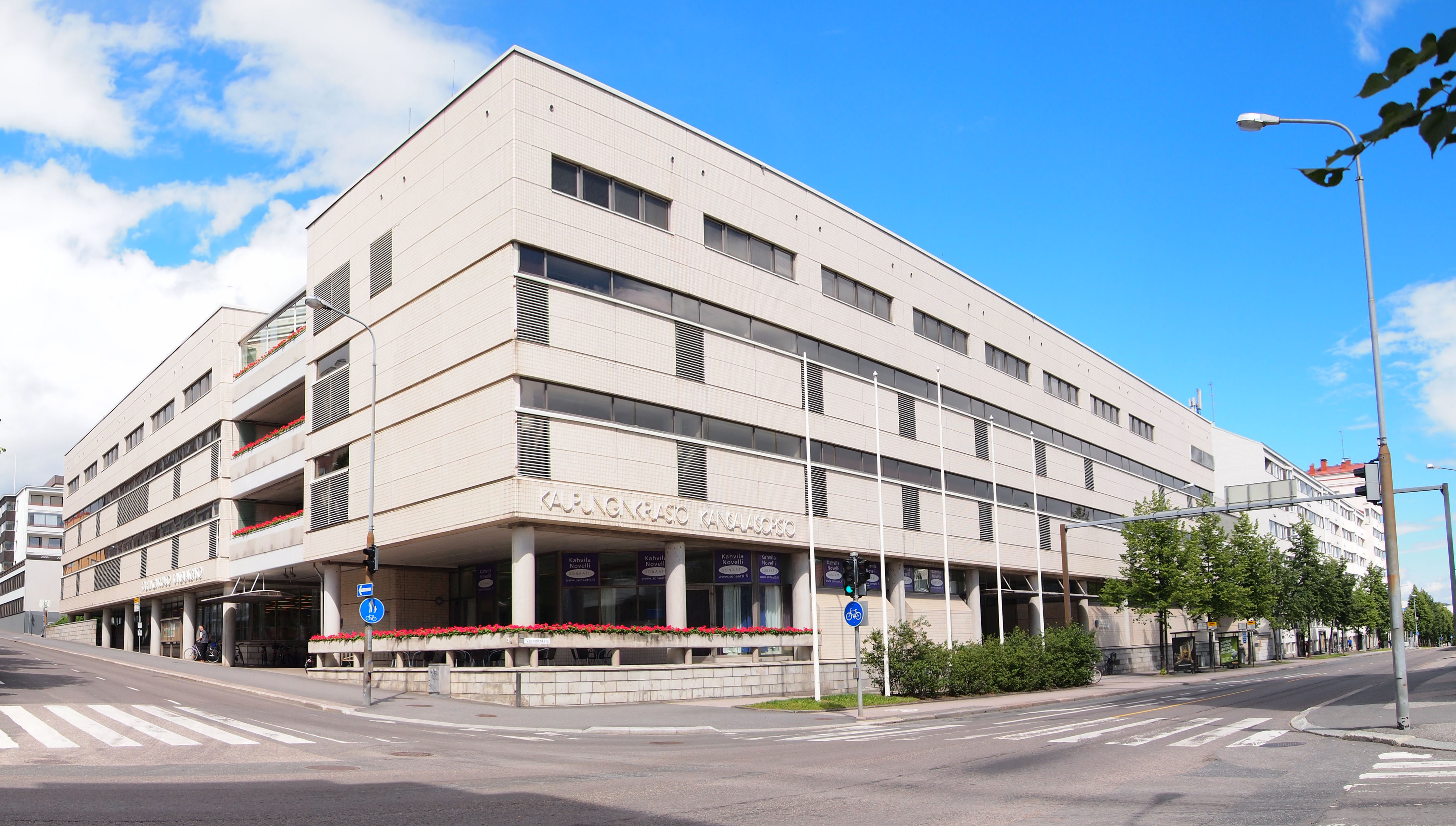
Bibliothèque principale.
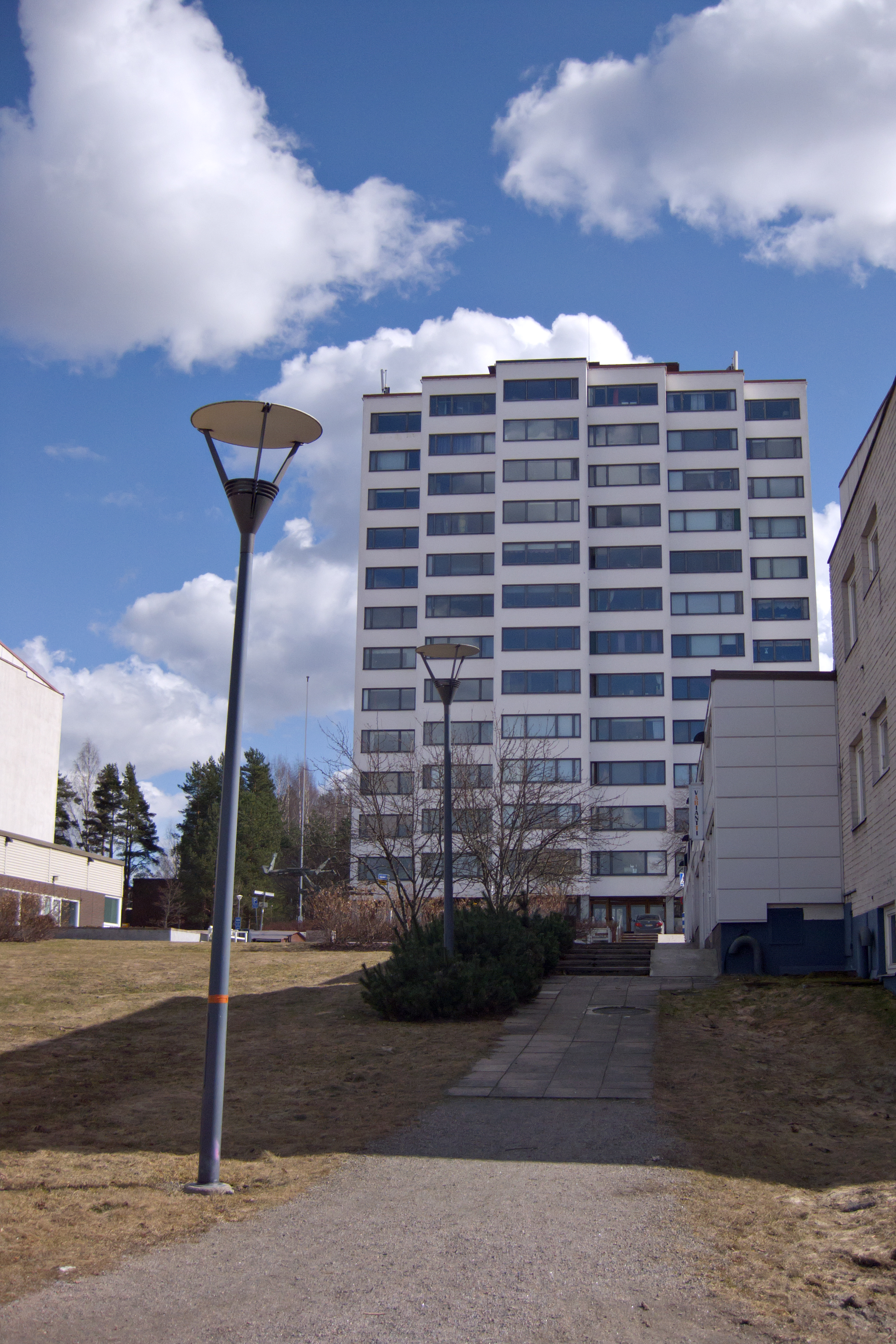
La Viitatorni à Viitaniemi.
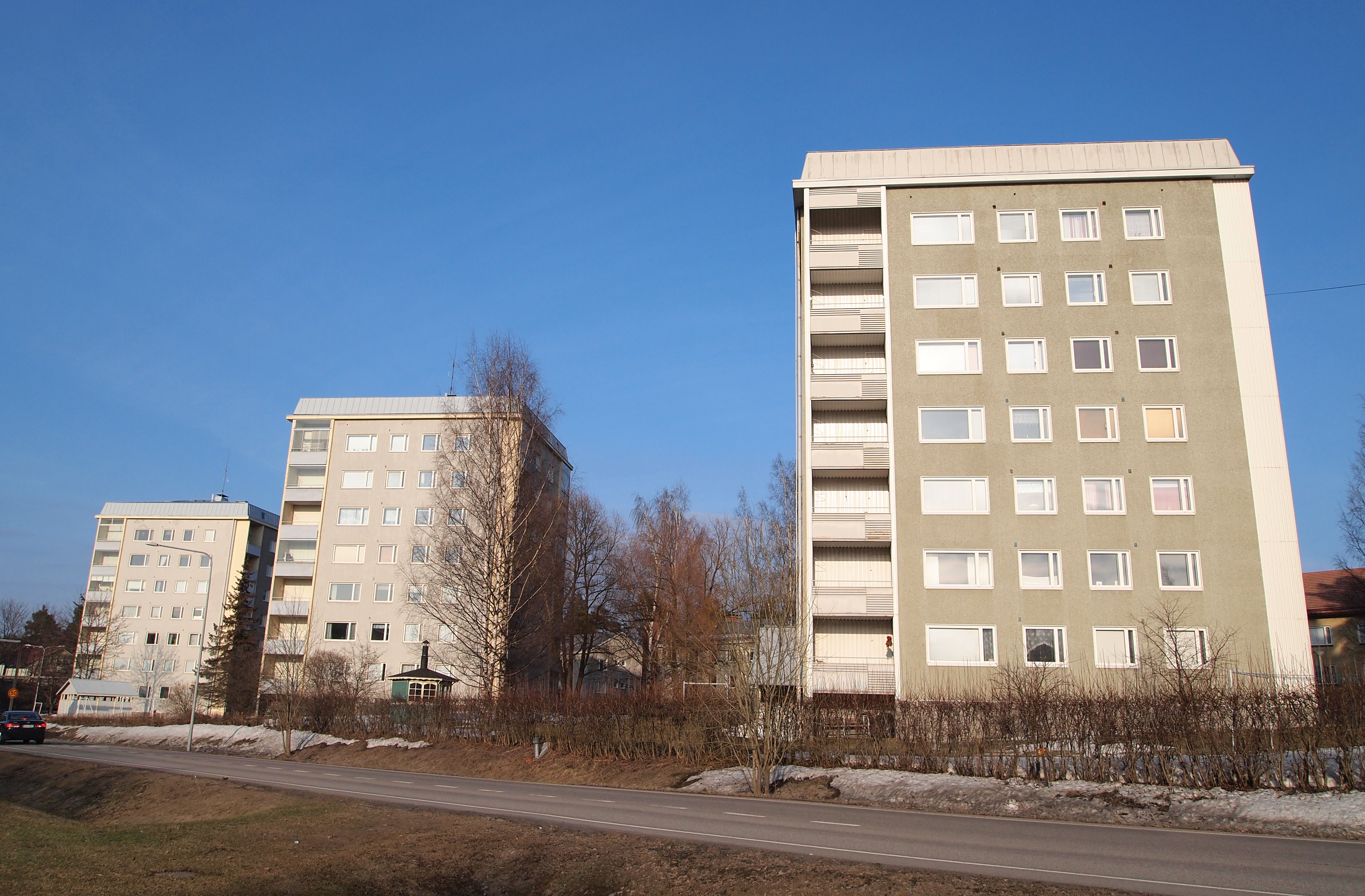
Bâtiments de Mattilanpelto.
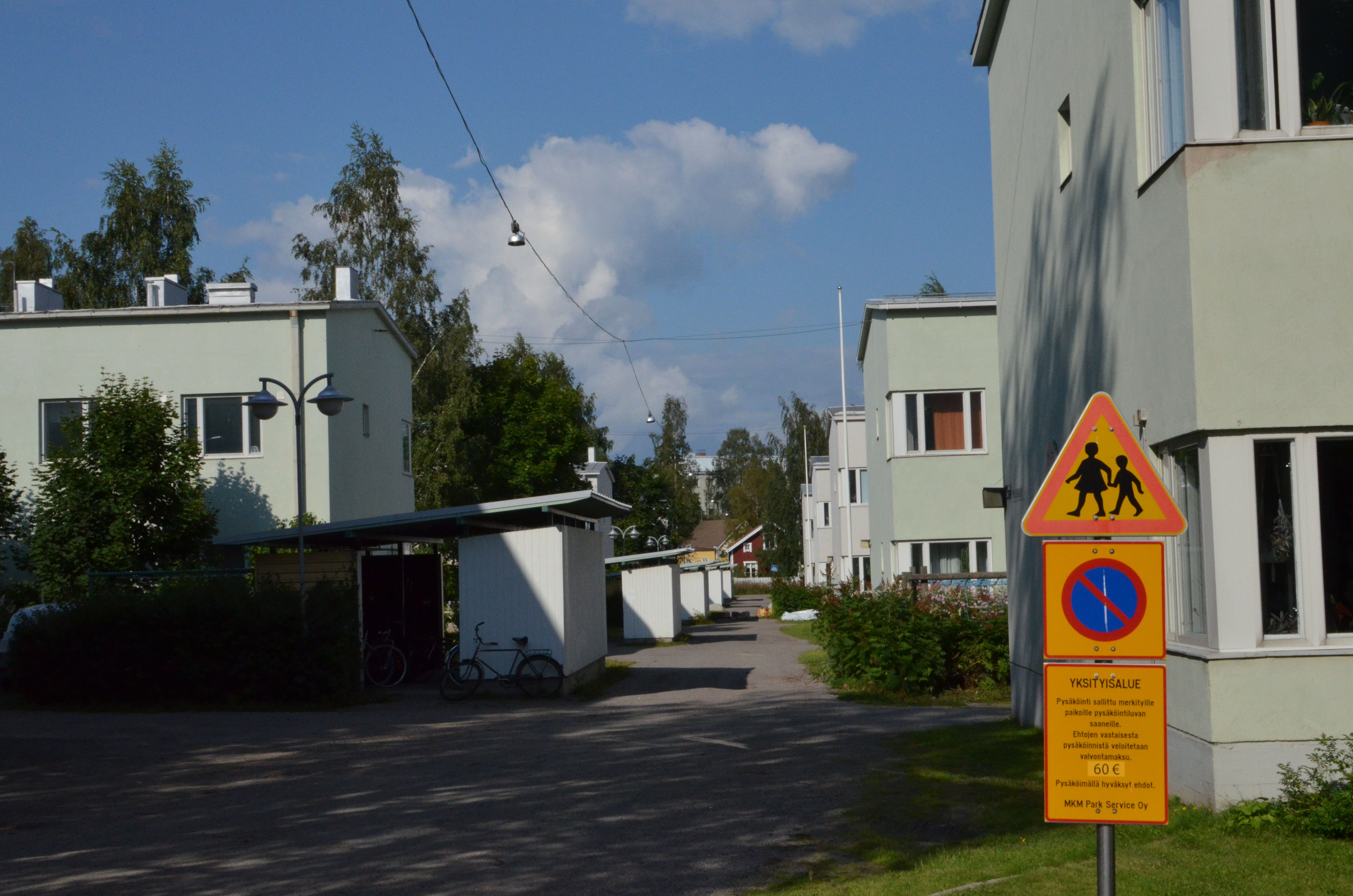
Zone Rautpohja à Mäki-Matti.
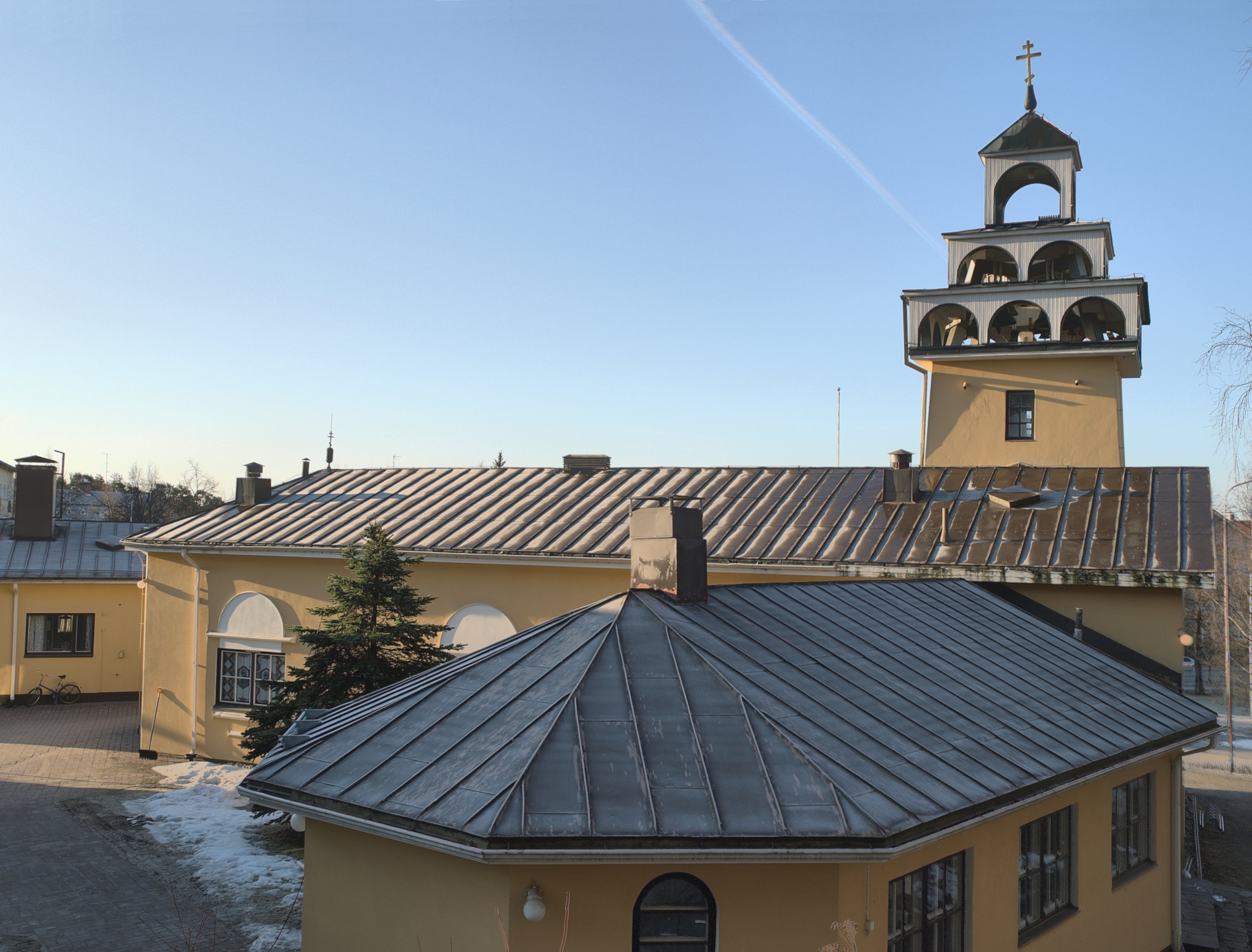
Église orthodoxe
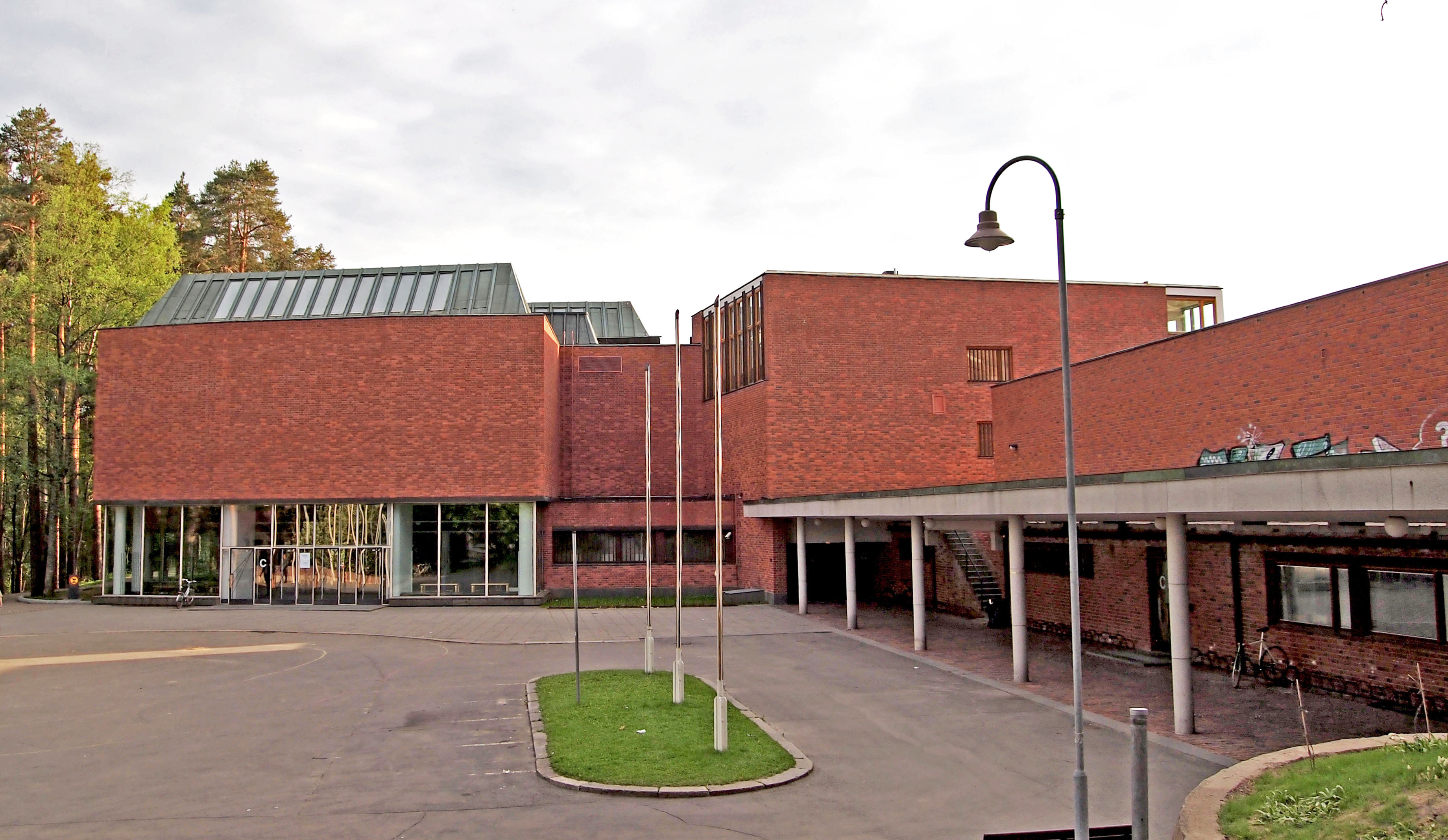
Seminaarinmäki.
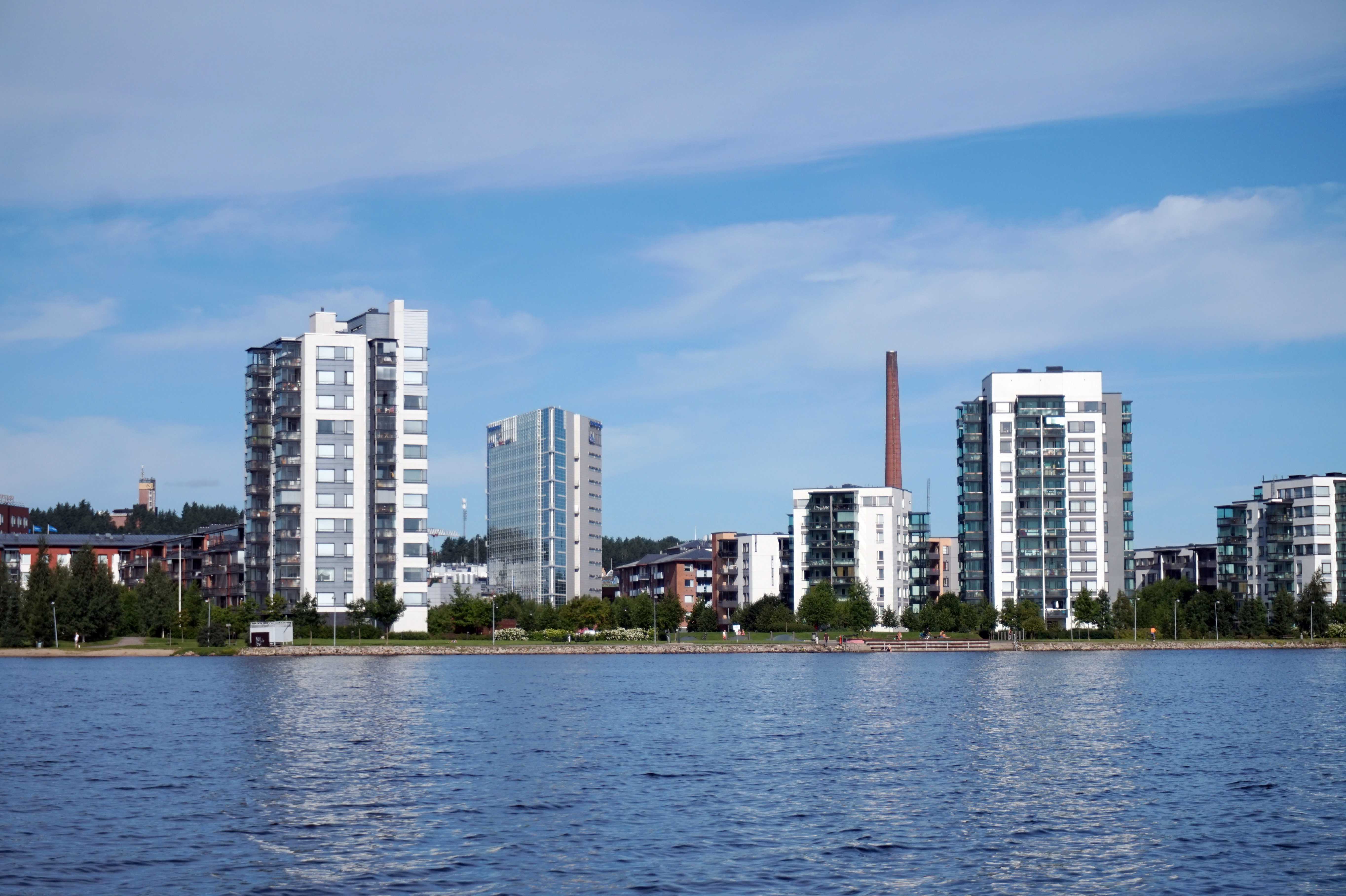
Lutakko.
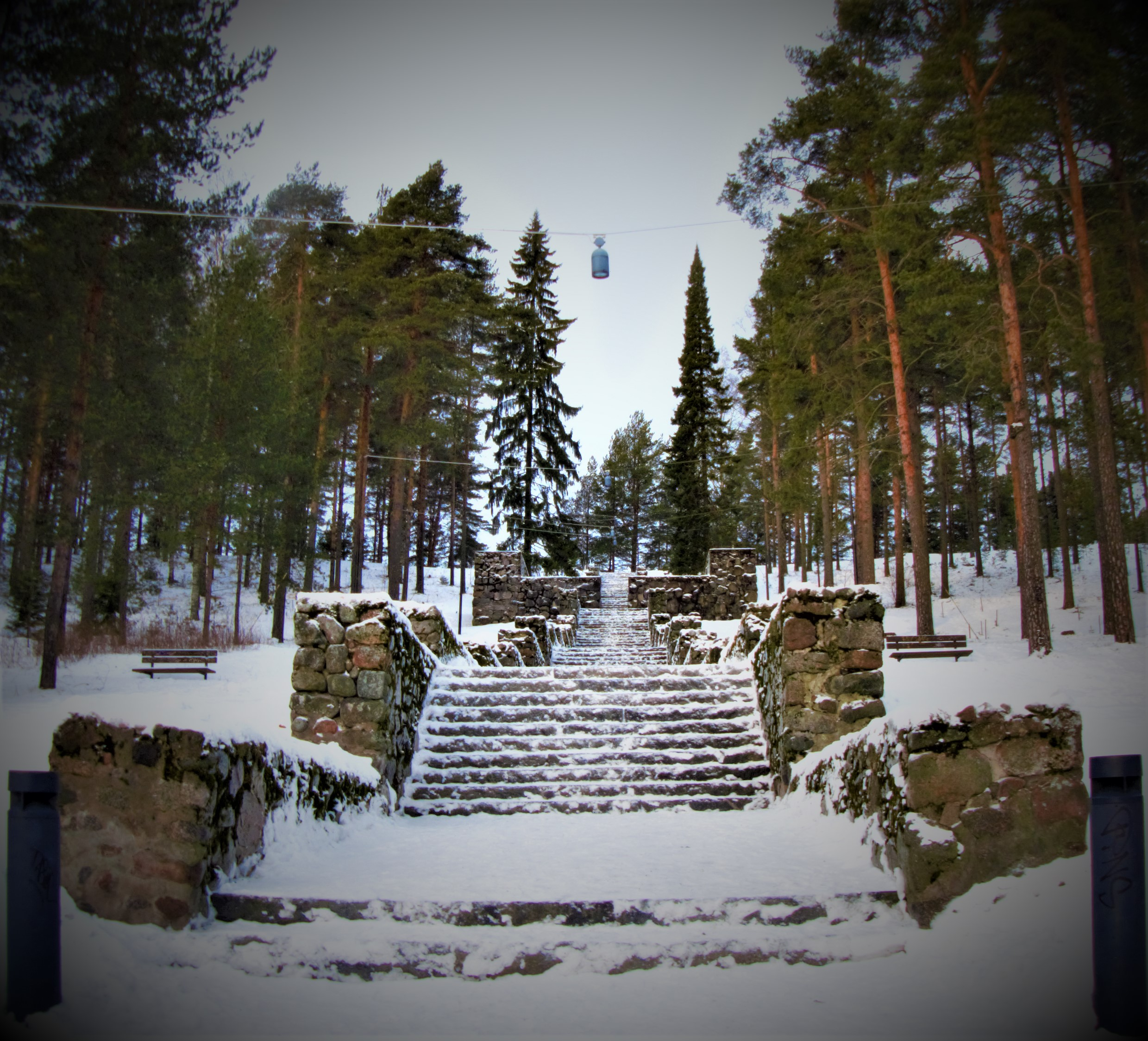
Escaliers du Harju.